# Tobias Müller (Boulespieler)
Tobias Müller (* 1984) ist ein deutscher Nationalspieler in der Boulespiel-Sportart Pétanque im Deutscher Boccia-, Boule- und Pétanque-Verband e.V. Er ist aktueller Europameister, mehrfacher deutscher Meister und war Teilnehmer bei Europa- und Weltmeisterschaften.

## Karriere
Müller spielt nach eigenen Angaben seit 1996 Boule. Er wurde ab 2020 mehrfach in den Nationalkader berufen. Müller spielte für den BC Sauberg Mühlacker, die VfBouler Neuffen und tritt aktuell für den Pétanque Club Burggarten Horb am Neckar e.V. in der Pétanque-Bundesliga an.
Er ist Rechtshänder und spielt bevorzugt die Spielposition Pointeur oder Millieu. Er spielt Kugel im Gewicht 690 Gramm bei 75 mm Durchmesser.
Müller war Teilnehmer bei den Weltmeisterschaften 2023 und 2024 und den Europameisterschaften 2022 und 2024.
Mit dem Team aus dem Senioren-Herrenkader des Deutschen Pétanque Verbande gelang Müller 2025 einer der größten Erfolge seiner Geschichte und er wurde Europameister.

## Erfolge als Spieler

### International
- 2001: Teilnahme an der Weltmeisterschaft Jugend (U18)
- 2022: Teilnahme an der Europameisterschaft
- 2023: Teilnahme an der Weltmeisterschaft
- 2024: Teilnahme an der Weltmeisterschaft
- 2025: 1. Platz Europameisterschaft Triplette zusammen mit Matthias Laukart, Daniel Reichert und Moritz Rosiik[3]

### National
(Quelle)
- 2001: 2. Platz Deutsche Meisterschaft Triplette Juniors zusammen mit Patrick Abdelhak und Annick Hess
- 2001: 2. Platz Deutsche Meisterschaft Tête-à-Tête
- 2002: 3. Platz Deutsche Meisterschaft Tête-à-Tête
- 2003: 3. Platz Deutsche Meisterschaft Triplette zusammen mit Hannes Haller und Christian Tanneur
- 2010: Deutscher Vize-Vereinsmeister mit dem Pétanqueclub Burggarten Horb
- 2014: 3. Platz Deutsche Meisterschaft Doublette zusammen mit André Skiba
- 2015: 3. Platz Deutsche Meisterschaft Doublette zusammen mit Armin Hogh[5]
- 2016: Deutscher Vize-Vereinsmeister mit dem Pétanqueclub Burggarten Horb
- 2017: 1. Platz Deutsche Meisterschaft Doublette zusammen mit Abdoulaye Diol (nach Disqualifikation des Teams  von Geert Peers und Robin Stentenbach)
- 2021: Deutscher Vize-Vereinsmeister mit dem Pétanqueclub Burggarten Horb
- 2022: 2. Platz Deutsche Meisterschaft Triplette zusammen mit Verena Gabe und Daniel Reichert[6]
- 2022: Deutscher Vereinsmeister mit dem Pétanqueclub Burggarten Horb
- 2023: Deutscher Vereinsmeister mit dem Pétanqueclub Burggarten Horb
- 2024: Deutscher Vereinsmeister mit dem Pétanqueclub Burggarten Horb

## Privates
Müller ist verheiratet und hat Kinder. Er wohnt in Ötisheim.